# Konrad Michalak
Konrad Michalak (ur. 19 września 1997 w Szprotawie) – polski piłkarz grający na pozycji pomocnika w greckim klubie Panetolikos . Były młodzieżowy reprezentant Polski.
Latem 2019 odszedł z Lechii Gdańsk do występującego w rosyjskiej lidze czeczeńskiego Achmata Grozny, który po pół roku wypożyczył skrzydłowego do tureckiego MKE Ankaragücü. 2 lutego 2020 zadebiutował w nowym zespole. W sierpniu 2020 dołączył do Caykur Rizespor. 7 marca 2022 roku otrzymał od selekcjonera Czesława Michniewicza pierwsze powołanie do seniorskiej reprezentacji Polski.

## Sukcesy

### Legia Warszawa
- Mistrzostwo Polski: 2016/2017

### Lechia Gdańsk
- Puchar Polski (1×): 2018/2019